# 1-й Саратовский проезд
1-й Сара́товский про́езд — проезд в Юго-Восточном административном округе города Москвы на территории района Текстильщики. Расположен между Саратовской улицей и Волгоградским проспектом Нумерация домов ведётся от Саратовской улицы.

## Происхождение названия
Назван в 1964 году по городу Саратов в связи с расположением на юго-востоке Москвы. Прежнее название — 1-й Лю́блинский прое́зд дано в 1958 году по близлежащему городу Люблино, не входившему тогда в состав Москвы.

## История
Проезд возник в 1952 году между кварталами «домов СДС». На всём протяжении представляет собой широкий бульвар. В конце 1950-х годов упоминались четыре проезда. В 2021 году сквер на территории 1-го Саратовского проезда был благоустроен, обновили дорожно-тропиночную сеть, реконструировали детскую площадку: установили многоуровневый игровой комплекс, качели-«гнезда» и веревочную полосу препятствий, обустроили спортивный комплекс и площадку для игры в баскетбол. На территории дополнительно высадили свыше 1,4 тысячи кустарников и более 80 деревьев.

## Здания и сооружения
По нечётной стороне:

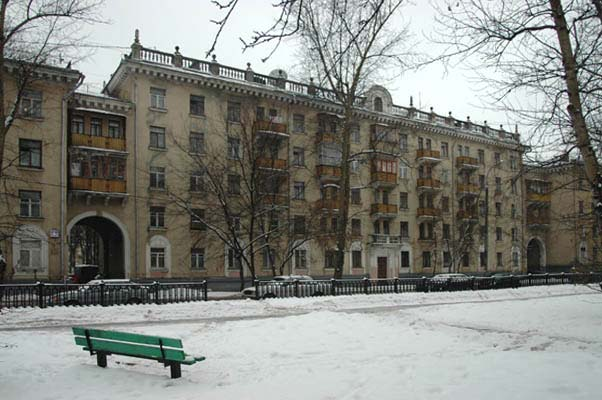
1-й Саратовский проезд, д. 4

- № 5 — общеобразовательная школа № 1612

## Транспорт
В 300 м от конца проезда находится станция метро «Текстильщики» и железнодорожная платформа «Текстильщики» Курского направления МЖД.
По 1-му Саратовскому проезду общественный транспорт не ходит. Рядом с ним на Саратовской улице находится остановка «1-й Саратовский пр.», а на Волгоградском проспекте находятся остановки «Стадион» и «Метро „Текстильщики“».